# The Postman Always Rings Twice (1981)
The Postman Always Rings Twice (bra: O Destino Bate à Sua Porta; prt: O Carteiro Toca Sempre Duas Vezes) é um filme americano de 1981, dos gêneros drama romântico, policial e suspense, dirigido por Bob Rafelson, com roteiro de David Mamet baseado no romance homônimo de James M. Cain.
Produzida pela Lorimar Television e originalmente lançada pela Paramount Pictures, esta terceira versão da obra de Mamet é estrelada por Jack Nicholson, John Colicos e Jessica Lange. As gravações foram feitas em Santa Bárbara, na Califórnia.

## Sinopse
Na década de 1930, mulher casada tenta matar seu marido, dono de um posto de gasolina, com a ajuda do amante, numa trama recheada de sexo, violência, crimes e punições.

## Elenco
- Jack Nicholson como Frank Chambers
- Jessica Lange como Cora Papadakis
- John Colicos como Nick Papadakis
- Michael Lerner como Mr. Katz
- John P. Ryan como Kennedy
- Anjelica Huston como Madge
- William Traylor como Sackett
- Thomas Hill como Barlow
- Christopher Lloyd como Vendedor